# Crítica gastronómica
La crítica gastronómica se refiere a la evaluación y expresión de opiniones sobre diversos aspectos del arte culinario de un lugar que ofrece gastronomía. Este análisis abarca tanto los platos ofrecidos en el menú, como el contexto en el que se presentan y la experiencia integral del comensal, creando diferentes temas de la gastrosofía. En este sentido, al visitar un establecimiento gastronómico como un restaurante, un café o el comedor de un hotel, se consideran elementos tales como la atmósfera, la decoración interior del lugar y la atención proporcionada por el personal, como un camarero. Bajo un punto de vista profesional, la crítica gastronómica puede ser entendida como un género periodístico, en el cual el crítico publica en un periódico, revista o en el área de gastronomía de una guía turística, sus apreciaciones, interpretaciones y contexto, más allá desde una simple opinión, sino que presumiendo que maneja un grado de experticia en estos temas. Históricamente, se entendían estas críticas como parte de la prensa escrita o de la publicación de otras obras literarias, sin embargo, también es posible publicarlos a través de otros medios, tales como programas de radio o televisión, y en Internet a través de la publicación de videoblogs.

## Críticos gastronómicos
Los primeros escritores entendidos como personas dedicadas a la crítica gastronómica se sitúan en la época posterior a la Revolución francesa, siendo el culinario y gurmé francés, Alexandre Balthazar Laurent Grimod de La Reynière, uno de sus pioneros y principales exponentes. A medida que los chefs personales se fueron desvinculando de su entorno aristocrático, se produjo un incremento en la apertura de restaurantes en París, lo que permitió que chefs de renombre cocinaran para el público en general, atrayendo a su vez la atención de destacados críticos gastronómicos como Jean Anthelme Brillat-Savarin (1755-1826) y, en Alemania, Karl Friedrich von Rumohr (1785-1843). En España, Francisco Moreno y Herrera es considerado como el primer crítico gastronómico del país y uno de los primeros en el ámbito hispanohablante, quien publicaba sus críticas sobre restaurantes en el diario ABC desde los años 1960.
En América Latina, en 1991 fue fundado formalmente el Círculo de Cronistas Gastronómicos de Chile, la primera asociación del país que reunió a los escritores de este género, quienes a partir de 1994 comenzaron a otorgar sus propios premios dentro de la industria gastronómica de Santiago.

## Guías de restaurantes
Existe una gran cantidad de guías especializadas de restaurantes, donde es posible ver diferentes tipos de críticas gastronómicas. La Guía Michelin es la más antigua de Europa sobre este tema. Asimismo,  en sitios web como Tripadvisor y la ficha de locales de Google Business que aparece tanto en el motor de búsqueda como en Google Maps, es posible que sus usuarios escriban sus propias opiniones sobre lugares para comer, sin ser conocido el grado de especialización que ellos tengan. En otras guías de viajes de Internet, como Wikiviajes, una guía turística libre virtual, es posible encontrar guías sobre distintas categorías de comida y bebida de cada lugar.